# Peter Thorup
Peter Thorup (14 december 1948 – Rønne, 3 augustus 2007) was een Deense bluesmuzikant (zang, gitaar), -componist en producent.

## Biografie
Tijdens de jaren 1960 reisde hij in zijn thuisland met zijn band Beefeaters, die enorm populair was. Eind jaren 1960 zorgde Alexis Korner voor hen. Vanaf 1969 werkte hij nauw samen met Alexis Korner in Engeland en speelde hij met Korner, zijn dochter Sappho Korner, Nick South, Ray Warleigh, Annette Brox, Per Frost en Colin Hodgkinson in New Church. De Korner-band had hun eerste optreden als openingsact voor The Rolling Stones in Hyde Park tijdens het herdenkingsconcert voor Brian Jones op 5 juli 1969. De band ontbond slechts een jaar later, omdat de successen uitbleven. Vanaf 1970 behoorde Thorup tot Korners studioband CCS. Na hun ontbinding in 1973 richtten Korner en Thorup samen met Boz Burrell van King Crimson en Ian Wallace de band Snape op. Snape was Korners laatste bandproject. Na hun ontbinding werkte de alcoholverslaafde Thorup voornamelijk in Denemarken en kon hij niet langer voortbouwen op zijn eerdere successen. Samen met Ole Frimer vormde hij het duo Peter Thorup & Ole Frimer. Hij werkte ook veel samen met de Deense drummer Ken Gudman.

## Overlijden
Peter Thorup overleed in augustus 2007 op 58-jarige leeftijd.

## Discografie
- 1965: Blackpools: I'm wild about you (single)
- 1967: Beefeaters: Beefeaters
- 1969: Beefeaters: Meet You There
- 1970: Peter Thorup: Wake Up Your Mind
- 1970: New Church: Both Sides
- 1971: C.C.S.: C.C.S. 1st
- 1972: C.C.S.: C.C.S. 2nd
- 1973: C.C.S.: The Best Band In The Land
- 1974: Snape: Accidently Born In New Orleans
- 1975: Snape: Live In Germany
- 1976: Peter Thorup: Rejsen til Kina
- 1978: Peter Thorup: Thin Slices
- 1979: Peter Thorup: Gamle Sange – I live
- 1979: Den Benhårde Trio: 16 Tons (På Midtfyn-Live)
- 1980: Peter Thorup & Ken Gudman: Yderst Ude
- 1980: Peter Thorup: Noget om Peter Thorup og Halfdan Rasmussen
- 1982: Peter Thorup: Digte af Emil Aarestrup
- 1983: Den Benhårde Trio: Tre Kolde
- 1984: Peter Thorup & Anne Grete: Verden er gal
- 1987: Peter Thorup: Thorup 16 Tons Trio
- 2004: Peter Thorup: Ku' Det Tænkes?
- 2005: Peter Thorup & Ole Frimer: Glade Jul (single)
- 2006: Peter Thorup & Ole Frimer: På stedet

- Gemeinsame Normdatei: 134539621
- International Standard Name Identifier: 0000 0000 5873 6281
- MusicBrainz: 662d811f-e919-4672-ab49-ba4319ebf581
- Virtual International Authority File: 247148996123959752894